# Разешу (Бакау)
Разешу (рум. Răzeșu) насеље је у Румунији у округу Бакау у општини Главанешти. Oпштина се налази на надморској висини од 153 m.

## Становништво
Према подацима из 2002. године у насељу је живело 244 становника, од којих су сви румунске националности.